# Alessandro di Masovia
Alessandro di Masovia (Płock, 1400 – Vienna, 2 giugno 1444) è stato un patriarca cattolico polacco, vescovo di Trento dal 1423 al 1444, nonché patriarca di Aquileia dal 1439 al 1444.

## Biografia

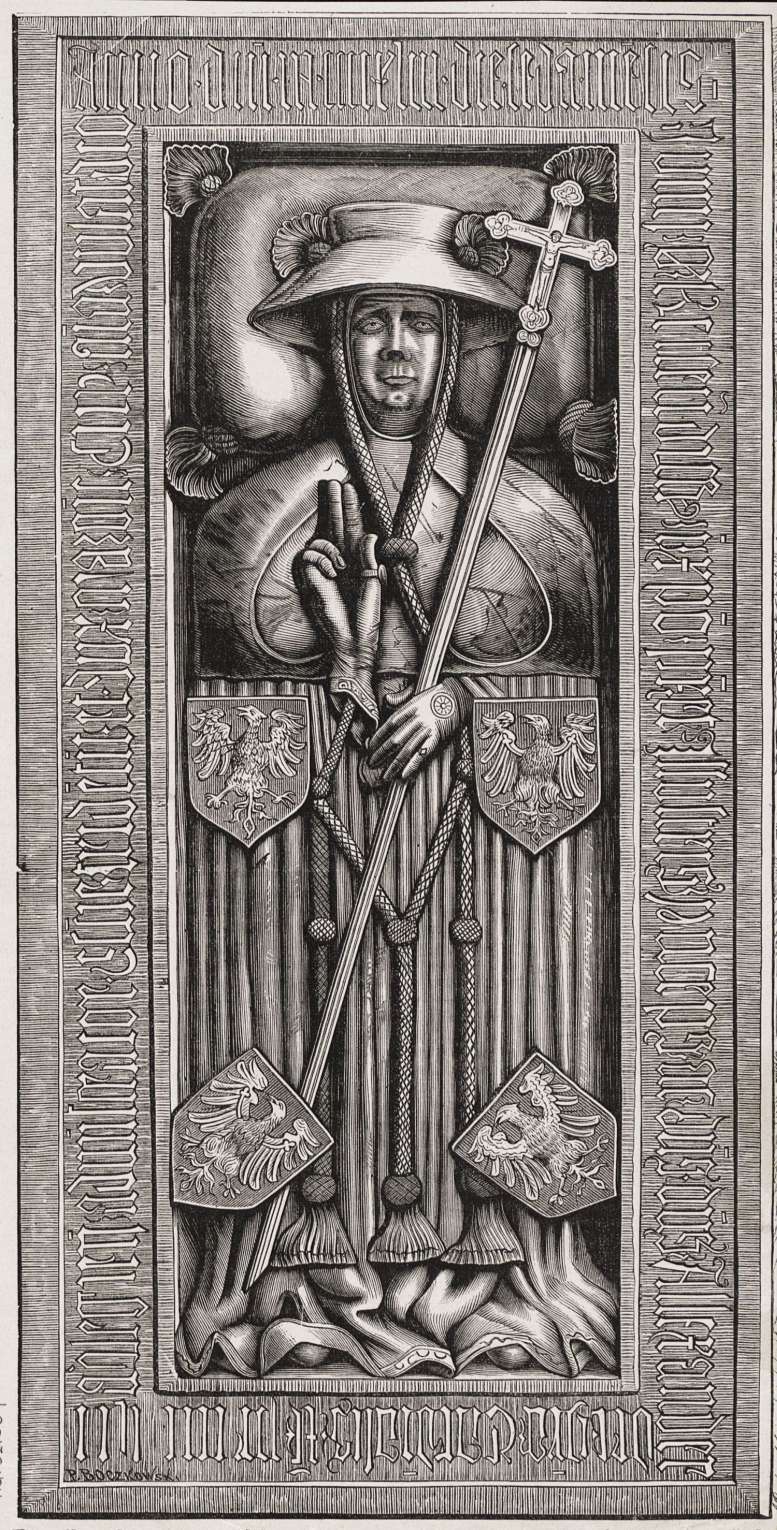
Lastra tombale di Alessandro di Masovia nella Cattedrale di Santo Stefano a Vienna

Alessandro di Masovia era figlio di Ziemowit IV, duca di Masovia e di Alessandra di Lituania. Trascorse buona parte dell'infanzia e della giovinezza presso la corte del re di Polonia Władysław II Jagiełło, fratello di sua madre. Inoltre era lo zio dell'imperatore Federico III.
All'età di 14 anni Alessandro ricevette la sua prima rendita dalla città di Gniezno; era chiaro che era avviato alla carriera ecclesiastica.
Nel 1417 si iscrisse all'Università Jagellonica e nel 1422 ne divenne rettore, anche senza aver completato gli studi.
Nelle intenzioni del conte del Tirolo Federico IV Tascavuota, il nuovo vescovo di Trento avrebbe dovuto essere il decano del capitolo Giovanni da Isny, che infatti i canonici elessero alla cattedra; ma papa Martino V respinse tale scelta, proponendo senza successo ben tre candidati. Dopo tre anni di trattative la vacanza si chiuse con un compromesso e la nomina di Alessandro, allora ventitreenne nipote del re di Polonia, imparentato con la famiglia imperiale. Il 20 ottobre 1423 papa Martino V lo nominò quindi vescovo di Trento, carica che conservò ininterrottamente per 21 anni, fino alla morte.
La designazione fu accolta benevolmente anche da Federico IV, al quale, poco più tardi, per iniziativa del nuovo presule, fu tolta la scomunica ricevuta alcuni anni prima.
Tuttavia, questa pace non durò a lungo: Alessandro entrò presto in conflitto con il conte del Tirolo Federico IV Tascavuota per questioni relative ai rispettivi poteri ed alla fine risultò vincitore. Federico IV sperava che fosse un personaggio debole e facilmente manovrabile; ma Alessandro dimostrò presto di voler restituire al principato vescovile una maggiore autonomia. Questa politica non piaceva a Federico IV, ma neanche a molti dei suoi sudditi, che nel legame con il Tirolo trovavano facile sbocco ai propri commerci, specie vinicoli. Suscitavano scandalo e dissenso anche l'introduzione di molti polacchi nei posti di potere, il mancato rispetto degli statuti cittadini e gli atteggiamenti dispotici e immorali del «duca di Masovia». Una rivolta cittadina divampò dunque nel 1435, e Federico IV non mancò di approfittarne occupando militarmente la città.
Gli abitanti di Trento presentarono un formale Atto di Accusa contro Alessandro, dove in 33 punti venivano elencate le motivazioni. L'Atto fu consegnato dagli abitanti al conte Federico IV Tascavuota con la preghiera che facesse in modo da impedire il ritorno a Trento del Principe-Vescovo. A Federico fu impossibile eseguire tale richiesta, anche a causa delle parentele di Alessandro; comunque la situazione a Trento era diventata alquanto spiacevole per il Principe-Vescovo, che tornò nella sua sede solo per un breve periodo.
Alessandro era infatti spesso lontano da Trento: durante gli anni trenta partecipò sporadicamente al Concilio di Basilea e fu eletto patriarca di Aquileia dal concilio alla morte di Ludovico di Teck, ultimo patriarca della Patria del Friuli.
Il 12 ottobre 1440 l'antipapa Felice V nominò Alessandro anche cardinale, assegnandogli il titolo di san Lorenzo in Damaso; titolo che il 1º luglio 1440 papa Eugenio IV aveva assegnato a Ludovico Scarampi Mezzarota. Alessandro portò solennemente il titolo di cardinalis Aquileiensis, con il quale fu anche chiamato dall'imperatore Federico III suo nipote e dal Piccolomini. Però non mise mai piede in Friuli, tenuto conto che il patriarcato era stato conquistato dalla Repubblica di Venezia.
Nel 1443 fu legato pontificio dell'antipapa in Austria, Polonia ed Ungheria e cercò di contrastare la legazione inviata da papa Eugenio IV. Grazie anche all'aiuto del nipote, l'imperatore Federico III, Alessandro di Masovia riuscì ad ottenere la posizione di canonico presso la Cattedrale di Santo Stefano in Vienna. In questa città morì alcuni mesi più tardi.
Morì a Vienna il 2 giugno 1444; gli era vicino Enea Silvio Piccolomini, il futuro papa Pio II, che lasciò ai posteri un ritratto tutt'altro che edificante dei suoi ultimi giorni di vita. La sua salma riposa nella Cattedrale di Santo Stefano a Vienna.
Dopo la sua morte l'antipapa Felice V non pensò di eleggere un successore al patriarcato di Aquileia.

## Genealogia episcopale
La genealogia episcopale è:
- Vescovo Enrico Scarampi
- Vescovo Alessandro di Masovia

## Ascendenza
|                                |                                 |                          | Genitori           |  |  | Nonni |  |  | Bisnonni                   |  |  | Trisnonni |  |
|                                |                                 |                          |                    |  |  |       |  |  | Trojden I, duca di Masovia |  |  | …         |  |
|                                |                                 |                          |                    |  |  |       |  |  | Trojden I, duca di Masovia |  |  | …         |  |
|                                |                                 | …                        |                    |  |  |       |  |  | Trojden I, duca di Masovia |  |  |           |  |
| Siemowit III di Masovia        |                                 |                          |                    |  |  |       |  |  | Trojden I, duca di Masovia |  |  |           |  |
|                                |                                 | Maria di Galizia         | Jurij I di Galizia |  |  |       |  |  |                            |  |  |           |  |
|                                |                                 | Maria di Galizia         | Jurij I di Galizia |  |  |       |  |  |                            |  |  |           |  |
|                                |                                 | Maria di Galizia         | Eufemia di Cuiavia |  |  |       |  |  |                            |  |  |           |  |
| Siemowit IV di Masovia         |                                 | Maria di Galizia         |                    |  |  |       |  |  |                            |  |  |           |  |
|                                |                                 | Nicola II, duca di Opava | …                  |  |  |       |  |  |                            |  |  |           |  |
|                                |                                 | Nicola II, duca di Opava | …                  |  |  |       |  |  |                            |  |  |           |  |
|                                |                                 | Nicola II, duca di Opava | …                  |  |  |       |  |  |                            |  |  |           |  |
| Eufemia di Opava               |                                 | Nicola II, duca di Opava |                    |  |  |       |  |  |                            |  |  |           |  |
|                                |                                 | Anna di Racibórz         | …                  |  |  |       |  |  |                            |  |  |           |  |
|                                |                                 | Anna di Racibórz         | …                  |  |  |       |  |  |                            |  |  |           |  |
|                                |                                 | Anna di Racibórz         | …                  |  |  |       |  |  |                            |  |  |           |  |
| Alessandro di Masovia          |                                 | Anna di Racibórz         |                    |  |  |       |  |  |                            |  |  |           |  |
|                                | Gediminas, granduca di Lituania | Butvydas                 |                    |  |  |       |  |  |                            |  |  |           |  |
|                                | Gediminas, granduca di Lituania | Butvydas                 |                    |  |  |       |  |  |                            |  |  |           |  |
|                                | Gediminas, granduca di Lituania | …                        |                    |  |  |       |  |  |                            |  |  |           |  |
| Algirdas, granduca di Lituania | Gediminas, granduca di Lituania |                          |                    |  |  |       |  |  |                            |  |  |           |  |
|                                |                                 | Jewna di Polack          | Ivan di Polack     |  |  |       |  |  |                            |  |  |           |  |
|                                |                                 | Jewna di Polack          | Ivan di Polack     |  |  |       |  |  |                            |  |  |           |  |
|                                |                                 | Jewna di Polack          | …                  |  |  |       |  |  |                            |  |  |           |  |
| Alessandra di Lituania         |                                 | Jewna di Polack          |                    |  |  |       |  |  |                            |  |  |           |  |
|                                |                                 | Alessandro I di Tver'    | Michail Jaroslavič |  |  |       |  |  |                            |  |  |           |  |
|                                |                                 | Alessandro I di Tver'    | Michail Jaroslavič |  |  |       |  |  |                            |  |  |           |  |
|                                |                                 | Alessandro I di Tver'    | Anna di Kašin      |  |  |       |  |  |                            |  |  |           |  |
| Uliana di Tver'                |                                 | Alessandro I di Tver'    |                    |  |  |       |  |  |                            |  |  |           |  |
|                                |                                 | Anastasia di Galizia     | Jurij I di Galizia |  |  |       |  |  |                            |  |  |           |  |
|                                |                                 | Anastasia di Galizia     | Jurij I di Galizia |  |  |       |  |  |                            |  |  |           |  |
|                                |                                 | Anastasia di Galizia     | Eufemia di Cuiavia |  |  |       |  |  |                            |  |  |           |  |
|                                |                                 | Anastasia di Galizia     |                    |  |  |       |  |  |                            |  |  |           |  |